# عامر بشة
عامر بشّة (مواليد 15 أكتوبر 1954 في صفاقس، تونس) هو روائي تونسي، وهو عضو اتحاد الكتاب التونسيين.

## مؤلفاته
- «البعيد» (رواية)، 1998[4]
- «فيضان الثلوج» (رواية)، 2001[5]
- «البرج.. وحورية الوطن» (رواية)، 2003[6]
- «في غابة الإنسان»، 2005[7]
- «الإنسان والوحش» (رواية)، 2007[6]
- «زمن المسخ» (رواية)، 2009[8]
- «في حالة انتظار» (رواية)، 2010[9]
- «خشوع تحت المطر» (رواية)، 2012[10]
- «هروب معلن» (رواية)، 2013
- «خفقان الحنين» (رواية)، 2015[11]
- «الكنز» (رواية)، 2016[12]